# Astra-Turm

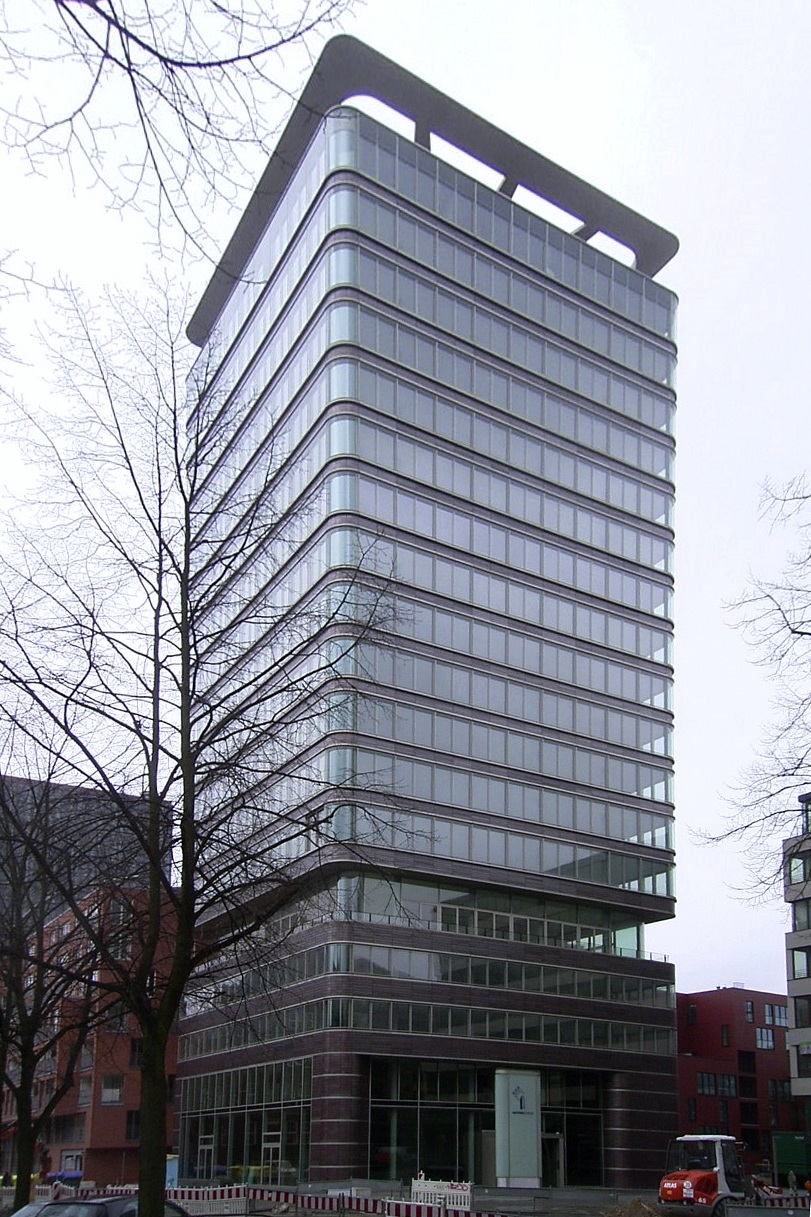
Der neue Astra-Turm im Jahr 2008

Der Astra-Turm, der 1970 für die Bavaria-St. Pauli-Brauerei errichtet wurde, war ein Hochhaus in Hamburg. Die markante Architektur sollte die Form einer Pilstulpe aufgreifen. Das Gebäude wurde 2005 bei der Umgestaltung des Alten Bavaria-Geländes zum Areal Neue Hafenkrone abgerissen. An dieser Stelle entstand bis 2007 der Neue Astra-Turm, der die Grundform des Vorgängergebäudes aufgreift.

## Geschichte
Der Büroturm wurde 1969/1970 nach einem Entwurf der Architekten Carl Friedrich Fischer und Horst von Bassewitz auf dem Alten Bavaria-Gelände errichtet, das Hauptsitz und Produktionsstandort der Bavaria-St. Pauli-Brauerei war. Er diente als Verwaltungsgebäude der Brauerei, die hier ihr Astra-Bier braute, von dem sich der Name des Turms ableitet. Das Astra-Logo war weithin sichtbar am Gebäude angebracht. Im Mai 2001 kaufte eine Hamburger Investorengruppe um Wilhelm Bartels das Bavaria-Gelände mitsamt dem Hochhaus. 2003 wurde das Werk geschlossen.
Bei der Neugestaltung des Bavaria-Geländes sollte der Turm als einziges Gebäude erhalten bleiben. Vorgesehen war der Abriss der drei unteren Geschosse; die Säule mit den oberen Etagen sollte stehen bleiben und in die Neugestaltung des Areals einbezogen werden.
Einer der Architekten, Horst von Bassewitz, klagte gegen die verändernden Baumaßnahmen, weil die von den Architekten gewollte Anmutung einer Biertulpe verändert werde, was das Urheberrecht der Architekten verletze. Das Gericht wies die Klage ab, weil die „Neugestaltung einem Abriß gleichkommt“, was kein Urheberrecht begründe.
Bedenken von Statikern führten schließlich doch zum vollständigen Abriss des Turmes. Die Standfestigkeit des ab der fünften Etage weit auskragenden Gebäudes sei durch die Lasten der vorgesehenen Neubauten nicht mehr gegeben und ein Neubau wirtschaftlicher als eine Sicherung des Bestandsgebäudes.
Der an selber Stelle errichtete Neue Astra-Turm deutet die Kelch-Form nur noch durch eine leichte Fassadeneinschnürung an.

## Trivia
In der von 1987 bis 1990 ausgestrahlten ZDF-Serie Das Erbe der Guldenburgs war der Büroturm als Verwaltungsgebäude der mit den Protagonisten konkurrierenden Balbeck-Brauerei ein in der Serie häufig gezeigter Dreh- und Handlungsort.